# Andreas Pichler (Regisseur)
Andreas Pichler (* 10. August 1967 in Bozen, Italien) ist ein italienischer Regisseur und Autor.

## Leben
In Bozen absolvierte Pichler die Schule für Fernsehen und Film ZeLIG. Später studierte er an der Universitá degli Studi di Bologna Film- und Kulturwissenschaften. Mit einem Magister in Philosophie schloss er seine Studien an der Freien Universität Berlin ab. Er realisierte während seiner Studienzeit mehrere Kurz- und Tanzfilme sowie Videoinstallationen. Seit Ende der 1990er Jahre arbeitet er hauptberuflich im Bereich Dokumentarfilm, seit 2012 ebenso im Bereich Spielfilm. Viele seiner Filme waren auf zahlreichen internationalen Filmfestivals zu sehen und haben Preise gewonnen.
Im Jahre 2004 gewann er mit dem Dokumentarfilm Call me Babylon über die Arbeit in Callzentren den Grimme-Preis. Im selben Jahr gründete er zusammen mit Valerio B. Moser Miramonte Film als kreative Werkstätte, die Dokumentarfilme entwickelt und international produziert. Pichler arbeitet in Deutschland, Österreich, der Schweiz und Italien. 2012 gründet er mit Karl Baumgartner und anderen die ECHO Film. Sein Dokumentarfilm Gefährlich nah – Wenn Bären töten feierte beim DOK.fest München 2024 Premiere.

## Filmografie (Auswahl)
- 1997: Bolzano: Bozen – Geschichten einer Heimatstadt (Dokumentarisches Video)
- 2001: Mirabella – Sindelfingen (Dokumentarfilm)
- 2002: Max Reger – Musik als Dauerzustand (Dokumentarfilm)
- 2003: Alles was ich brauch – Leben zwischen 15 und 18 (TV-Dokumentarfilm)
- 2003: Call me Babylon (Dokumentarfilm)
- 2003: Belly Dance (Tanzfilm)
- 2005: Meine 3 Zinnen (Dokumentarfilm)
- 2006: Franco D'Andrea Jazz Pianist (Dokumentarfilm, Miramonte Film)
- 2006: August auf der Flucht (TV-Dokumentarfilm)
- 2007: Alles was ich brauch – Vier Jahre später (TV-Dokumentarfilm)
- 2008: 24h Berlin (24-Stunden-TV-Format)
- 2008: Der Pfad des Kriegers  (Kino-Dokumentarfilm)
- 2009: NATO's secret armies (TV-Dokumentation)
- 2010: Mit der Seilbahn in den Himmel (TV-Dokumentarfilm-Serie)
- 2011: Einer von uns – Reise in ein populistisches Italien (TV-Dokumentarfilm über Silvio Berlusconi)
- 2012: Das Venedig Prinzip (Kino-Dokumentarfilm)
- 2012: Die Lithium Revolution (TV-Dokumentarfilm)
- 2013: Die Akte Pasolini (TV-Dokumentarfilm)
- 2014: Europe for Sale (Dokumentarfilm)[3]
- 2017: Mit langem Atem. Eine kurze Geschichte der Südtiroler Autonomie (Kurzfilm)
- 2017: Das System Milch (Kino-Dokumentarfilm)[4]
- 2020: Alkohol – Der globale Rausch (Kino-Dokumentarfilm)
- 2023: Europa – Kontinent im Umbruch (Dokumentarische Reihe)
- 2024: Gefährlich nah – Wenn Bären töten (Dokumentarfilm)

## Auszeichnungen
- 2004: Grimme-Preis – als Autor und Regisseur für Call me Babylon[5]
- 2009: Grimme-Preis nominiert – als Autor und Regisseur für Der Pfad des Kriegers
- 2015: Deutsch-Französischer Journalistenpreis – als Autor und Regisseur von Europe for Sale
- 2018: Herbert Quandt Medien-Preis – als Autor und Regisseur von Das System Milch
- 2018: Deutscher Wirtschaftsfilmpreis – als Autor und Regisseur von Das System Milch